# Pseuderemulus gladiator
Pseuderemulus gladiator är en kvalsterart som beskrevs av Balogh och Sandór Mahunka 1968. Pseuderemulus gladiator ingår i släktet Pseuderemulus och familjen Eremulidae. Inga underarter finns listade i Catalogue of Life.